# Військовий колегіум
Військо́вий коле́гіум (порт. Colégio Militar) — військове училище в Португалії. Розташований у Лісабоні. Має статус середнього навчально-виховного закладу. Один із головних освітніх центрів Португальської армії, одна з найстаріших шкіл країни. Заснований 1803 року маршалом Антоніу Тейшейрою-Ребеллу. Первісно перебував у Оейраші, 1859 року остаточно переїхав до корпусів Маріїнського шпиталю-монастиря, заснованого в XVI ст. португальською інфантою Марією. Колегіум надає повну середню освіту з поглибленим вивченням спортивних дисциплін — фехтування, верхової їзди, гімнастики, стрільби тощо. Викладачами закладу є військові й цивільні спеціалісти. Традиційно випускники колегіуму займають керівні посади у португальських збройних силах й державному управлінні. Гасло — «один за всіх і всі за одного» (порт. Um por todos e todos por um).

## Випускники
- Мануел Гоміш да Кошта — президент Португалії (1926).
- Ошкар Кармона — президент Португалії (1926—1951).
- Антоніу де Спінола — президент Португалії (1974).
- Франсішку да Кошта Гоміш — президент Португалії (1974—1976).
- Франсішку Кравейру Лопіш — президент Португалії (1951—1958).
- Антоніу да Кошта Перейра — генерал Португальської армії